# Agente K7
Agente K 7 (Special Agent K-7) è un film statunitense del 1937, diretto da Bernard B. Ray (sotto lo pseudonimo di Raymond K. Johnson), con Irving Pichel.

## Trama
Il malavitoso Geller, gestore di un casinò, grazie alla giuria corrotta del processo a suo carico, viene scagionato e rimesso in libertà. Lanny Landers, agente K7 dell’FBI viene incaricato di seguire il caso, nel tentativo di smascherare qualcuno dei superiori di Geller nell’organizzazione criminale.
L’avvocato Owens paga uno dei membri corrotti della giuria, che poco dopo, in strada, viene assassinato, e si fa viceversa consegnare danaro da Geller. La sera stessa Geller viene ucciso nel proprio locale, dove si trovano anche l’agente K7, e diverse persone, ciascuna delle quali avrebbe avuto un movente per l’omicidio di Geller.
I sospetti si concentrano su Billy Westrop, fidanzato (poi marito) della giornalista Ollie O’Dea, amica di K7: egli viene arrestato, mentre un altro componente corrotto della giuria viene assassinato.
Gli indizi contro Billy Westrop come l’autore dei tre omicidi si fanno stringenti, al punto che al processo, in cui è difeso da Owens, ha poche possibilità di venire assolto. Si sono infatti trovate le sue impronte digitali sull’arma che, come appurato, è stata usata per tutti i delitti. Ma l’agente K7, che di formazione è un chimico, interviene al processo dimostrando che le impronte di Westrop sulla pistola sono false, ed annunciando che si sono trovate le impronte del vero colpevole, che sarà possibile tentare di identificare dall’indomani mattina, quando il laboratorio della polizia le avrà rilevate.
La notte stessa il vero colpevole si reca da K7 con l’intento di uccidere anche lui, ma cade in un tranello e viene smascherato.